# T Pyxidis

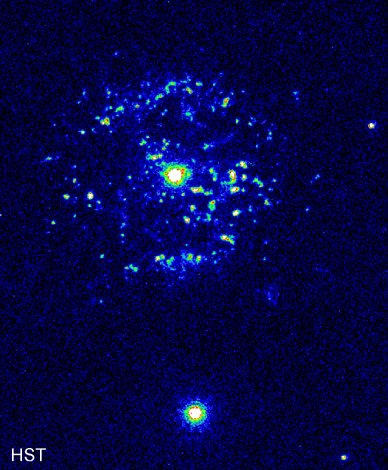
Image composite du télescope spatial Hubble montrant T Pyx entourée par les restes d'une précédente éruption de la nova.

T Pyxidis est une nova récurrente située dans la constellation de la Boussole qui est supposément à environ 3 260 années-lumière de la Terre.
Elle s'éclaira en 1890, 1902, 1920, 1944, 1967 et 2011, atteignant une magnitude apparente visuelle d'environ 6.

## Système binaire
C'est une étoile binaire composée d'une naine blanche et d'une étoile géante.

## Coordonnées

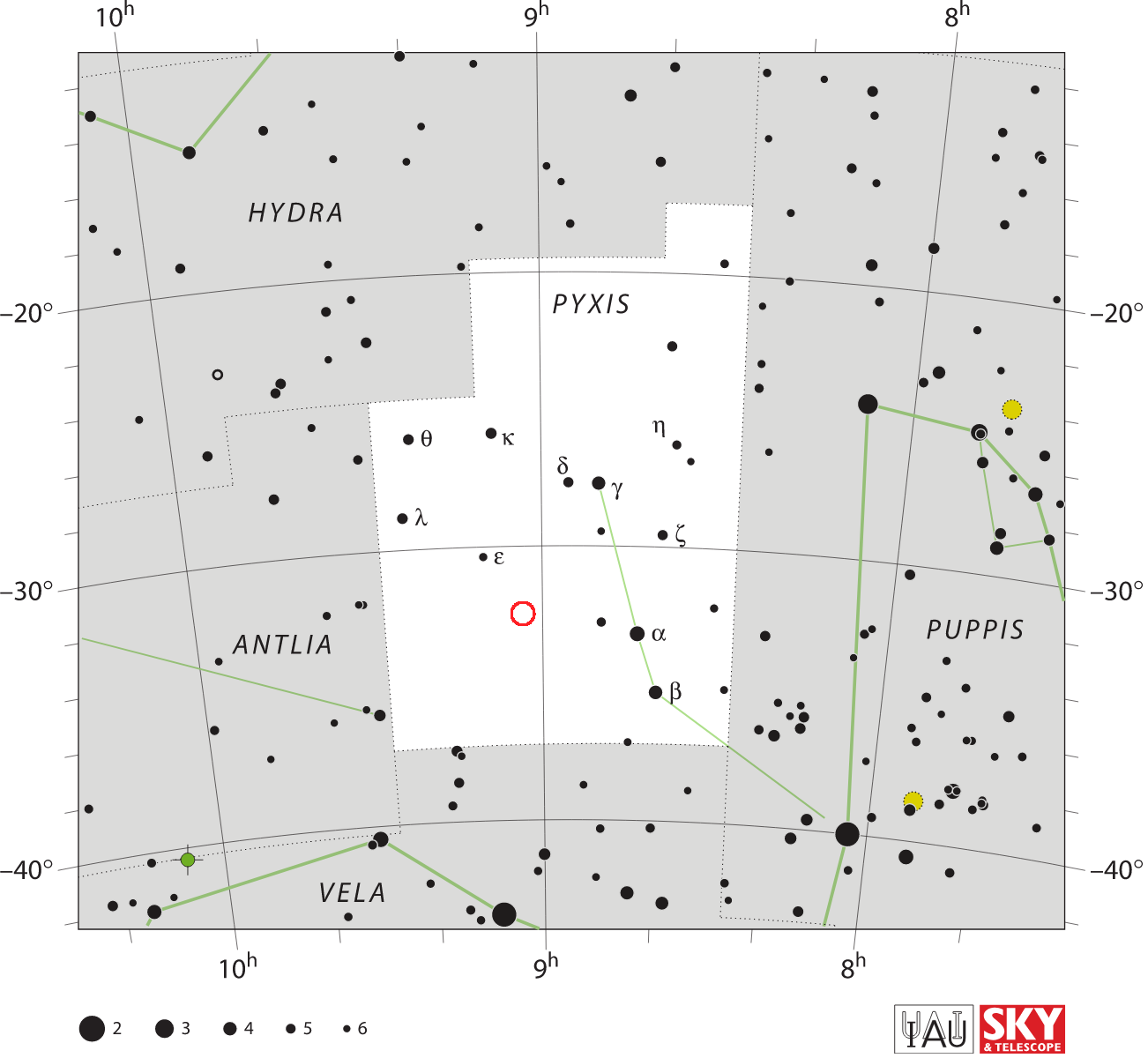
Position de T Pyxidis (entourée en rouge).

- Ascension droite : 9h 4min 41,5062s
- Déclinaison : −32° 22' 47,5033''